# Dagyab Gönchen
Dagyab Gönchen (tib. brag g.yab dgon chen; chinesisch 察雅寺, Pinyin Cháyă sì) ist ein Kloster des tibetischen Buddhismus im Kreis Zhag’yab im Autonomen Gebiet Tibet der Volksrepublik China.
Es wurde 1681 von Ngupe Dragpa Gyatsho (tib. rngu spe grags pa rgya mtsho; chinesisch 歐伯˙札巴嘉措, Pinyin Ōubó Zhábā Jiācuò) gegründet.